# Alexander Demandt
Alexander Demandt (født 1937 i Marburg) er en tysk historiker og kulturforsker. Demandt studerede historie og latinsk filologi på universiteterne i Tübingen, München og Marburg. Han skrev doktorafhandling om temaet Samtidskritik og historie billede hos Ammianus Marcellinus. Senere underviste han i Frankfurt am Main og Konstanz, og i 1970 fik han sin Habilitation (svarende til dansk dr. phil.) med en afhandling om Magister militum.
Demandt var fra 1974 til 2005 professor for oldtidshistorie ved "Freie Universität" i Berlin. Tyngdepunktet i hans arbejde ligger i den romerske verden og særligt i senantikken. Desuden beskæftiger han sig med fænomenet nedgangstider i historien, med kulturvandalisme, historieteori, historiefilosofi og med videnskabshistorie.